# Pseudmelisa
Pseudmelisa is een geslacht van vlinders van de familie spinneruilen (Erebidae), uit de onderfamilie Arctiinae.

## Soorten
- P. chalybsa Hampson, 1910
- P. demiavis Kaye, 1919
- P. rubrosignata Kiriakoff, 1957